# Bresslauius debilis
Bresslauius debilis is een hooiwagen uit de familie Gonyleptidae. De wetenschappelijke naam van Bresslauius debilis gaat terug op Mello-Leitão.